# Мыльников, Герман Васильевич
Герман Васильевич Мыльников — советский хозяйственный, государственный и политический деятель.

## Биография
Родился в 1908 году в Златоусте. Член КПСС с 1938 года.
С 1928 года — на хозяйственной, общественной и политической работе. В 1928—1984 гг. — инженер, заместитель начальника, начальник паровозосборочного цеха, главный энергетик, начальник производства, директор Подольского крекинго-электровозостроительного завода имени С. Орджоникидзе, директор завода № 424, главный инженер Главнефтемаша, директор Государственного научно-исследовательского и проектного института нефтяного машиностроения, начальник Главнефтезаводов, начальник Главнефтеоборудования Министерства нефтяной промышленности СССР, председатель СНХ Тамбовского экономического административного района, заместитель начальника Управления, начальник Управления СНХ СССР, заместитель председателя Государственного комитета по материально-техническому снабжению народного хозяйства СССР.
Делегат XXI съезда КПСС.
Умер в Москве в 1999 году.